# The Sporting Duchess (film 1915)
The Sporting Duchess è un film muto del 1915 diretto da Barry O'Neil che aveva come interpreti Rose Coghlan (nel ruolo del titolo), Ethel Clayton, Brooks McCloskey, Ferdinand Tidmars, Betty Brice, Joseph Kaufman, Frankie Mann, Florence Williams, Charles Brandt.
È l'adattamento per lo schermo del lavoro teatrale di Henry Hamilton, Augustus Harris e Cecil Raleigh, che verrà poi ripreso da un remake dallo stesso titolo, uscito nel 1920 con protagonista Alice Joyce.

## Trama
Lord Desborough e il capitano Mostyn, due ufficiali britannici, hanno corteggiato entrambi Muriel ma lei, tra i due, ha scelto Desborough. Dopo il matrimonio, il reggimento parte per l'India dove Desborough ha una relazione con Vivian Darville, un'avventuriera. Di ritorno in Inghilterra, Mostyn - insieme a Lee, uno spasimante respinto di Vivian - rivela a Muriel l'infedeltà del marito. Il capitano Mostyn, dopo aver messo incinta Mary Aylmer, la bambinaia dei Desborough, convince Muriel che Mary sia stata sedotta dal suo padrone. Muriel, allora lascia il marito, andandosene con Mostyn il quale, però, invece di scortarla a Londra, la conduce in una locanda malfamata. Prima che l'ufficiale riesca a vincere le resistenze di Muriel, arriva Desborough che si batte con lui. Poi, dichiara alla moglie di volere la separazione, tenendo lui Harold, il loro bambino. Desborough finisce rovinato finanziariamente ma poi Clipstone, il suo purosangue, vince il derby.

## Produzione
Il film fu prodotto dalla Lubin Manufacturing Company. La sceneggiatura di Clay M. Greene si basa sull'omonima pièce che era stata presentata a Broadway il 29 agosto 1895.

## Distribuzione
Distribuito dalla V-L-S-E, il film venne scelto per essere proiettato in prima a New York come inaugurazione del Madison Square Garden, all'epoca la sala teatrale più grande del mondo, con una capienza di dodicimila posti. Ma, all'ultimo momento. il film venne rimpiazzato da un'altra pellicola, Silver Threads Among the Gold, con disappunto di parte del paubblico. La première si tenne a New York il 22 maggio 1915 e il film uscì poi nelle sale statunitensi il 7 giugno 1915.
Non si conoscono copie ancora esistenti della pellicola che viene considerata presumibilmente perduta.